# Altare patrio in piazza San Pietro per la Festa della Federazione
Il dipinto di Felice Giani Altare patrio in piazza San Pietro per la Festa della Federazione rappresenta una festa popolare che si svolse nel 1798, durante la Repubblica Romana.

## Storia e descrizione
A marzo 1798, a Roma, nella piazza San Pietro, di fronte alla Basilica di San Pietro, si celebrò la Festa della Federazione, su modello della cerimonia che si era svolta il 14 luglio 1790 a Parigi. La Repubblica Romana (1798-1799), da pochi giorni nata, metteva in scena questo rito laico e propiziatorio per sancire la conquista della libertà. Il 20 marzo fu promulgata la Costituzione. Venne rappresentata la distruzione dei simboli del passato regime e libri controrivoluzionari, diplomi di nobiltà, registri dell'Inquisizione e il Libro d'oro della nobiltà romana furono dati alle fiamme, perché la Rivoluzione richiedeva, anzi esigeva una verginità della storia. Queste manifestazioni popolari si rifacevano alla tradizione della festa barocca - così cara al popolo romano - con apparati effimeri grandiosi, con colonne e statue di cartapesta, con fuochi d'artificio. La festa repubblicana prese in prestito dal teatro gli effetti speciali: giochi di luci, apparizioni improvvise. A Roma, per l'anniversario del 14 luglio 1798, fu organizzata una battaglia a Villa Borghese che - per essere reale - culminò nell'uccisione di un certo numero di sfortunati soldati polacchi. Il 23 febbraio 1798, sempre a Piazza San Pietro, si svolse una cerimonia funebre in memoria del generale e addetto all'ambasciata Mathurin-Léonard Duphot, la cui uccisione era servita di pretesto per l'entrata dell'esercito francese nello Stato della Chiesa. Fu innalzata al centro della piazza San Pietro una piramide tra quattro cipressi, coperta da omaggi al defunto scritti in latino. Quattro cortei, con i cittadini divisi per sesso e disposti in ordine di età, si mossero da quattro punti diversi della città, per convergere alla piazza, dove furono pronunciati discorsi patriottici, mentre nuvole d'incenso purificatorio si alzavano al cielo. In quelle ore furono saccheggiati chiese e conventi romani.
Al centro della piazza San Pietro, per la festa del marzo 1798, fu costruito un podio circolare, a gradoni, fiancheggiato da quattro colonne classiche scannalate, cinte da festoni di fiori e sormontate da sculture che rappresentavano una figura femminile alata, seduta sul globo e con in mano una tromba e una corona d'alloro: simboleggiavano l'invito al popolo - lanciato ai quattro punti cardinali - per contribuire a realizzare una nuova società gloriosa. Il popolo era inquadrato in due lunghe file ordinate che, attraversata la piazza, salirono lentamente sul podio. Il fumo che si alzava dal fondo della piazza indicava il fuoco purificatore che stava bruciando i simboli del potere papale, cancellato (anche se da poco tempo e per poco tempo) dalla Rivoluzione. Militari francesi a cavallo, sulla sinistra, costituivano un elemento dinamico, al suono ritmato di un tamburo, rispetto alla lenta ed ordinata teoria di popolo che prendeva possesso del palco.
La virtù repubblicana esigeva questo uniformarsi del popolo alla scristinizzazione: attraverso la complessa festa allegorica - con pompose costruzioni neoclassiche e con figure, fatte di gesso e di cartapesta - si diffondeva un catechismo rivoluzionario.

### Esposizioni
- 1990, L'Italia nella Rivoluzione 1789-1799, Biblioteca Nazionale Centrale di Roma
- 2013, Le peuple de Rome: Représentations et imaginaire de Napoléon à l'Unité italienne, Museo Fesch (Ajaccio)